# EKA
EKA é uma marca típica de cerveja angolana, fabricada pela Companhia União de Cervejas de Angola.

## Historia
A empresa angolana de Cervejas (EKA), foi fundada em 1969 e introduziu a sua primeira produção no mercado em 29 de Janeiro de 1972.